# Hanumangarh
Hanumangarh est une ville du district de Hanumangarh, dans l’État du Rajasthan, en Inde.
Elle est située sur les rives de la rivière Ghaggar.
La ville s'appelait autrefois Bhatner (également orthographié Bhatnair) car elle a été fondée par le roi Bhupat en 255.